# Ojstro, Laško
Ojstro este o localitate din comuna Laško, Slovenia, cu o populație de 117 locuitori.